# Пуларт, Жозеф

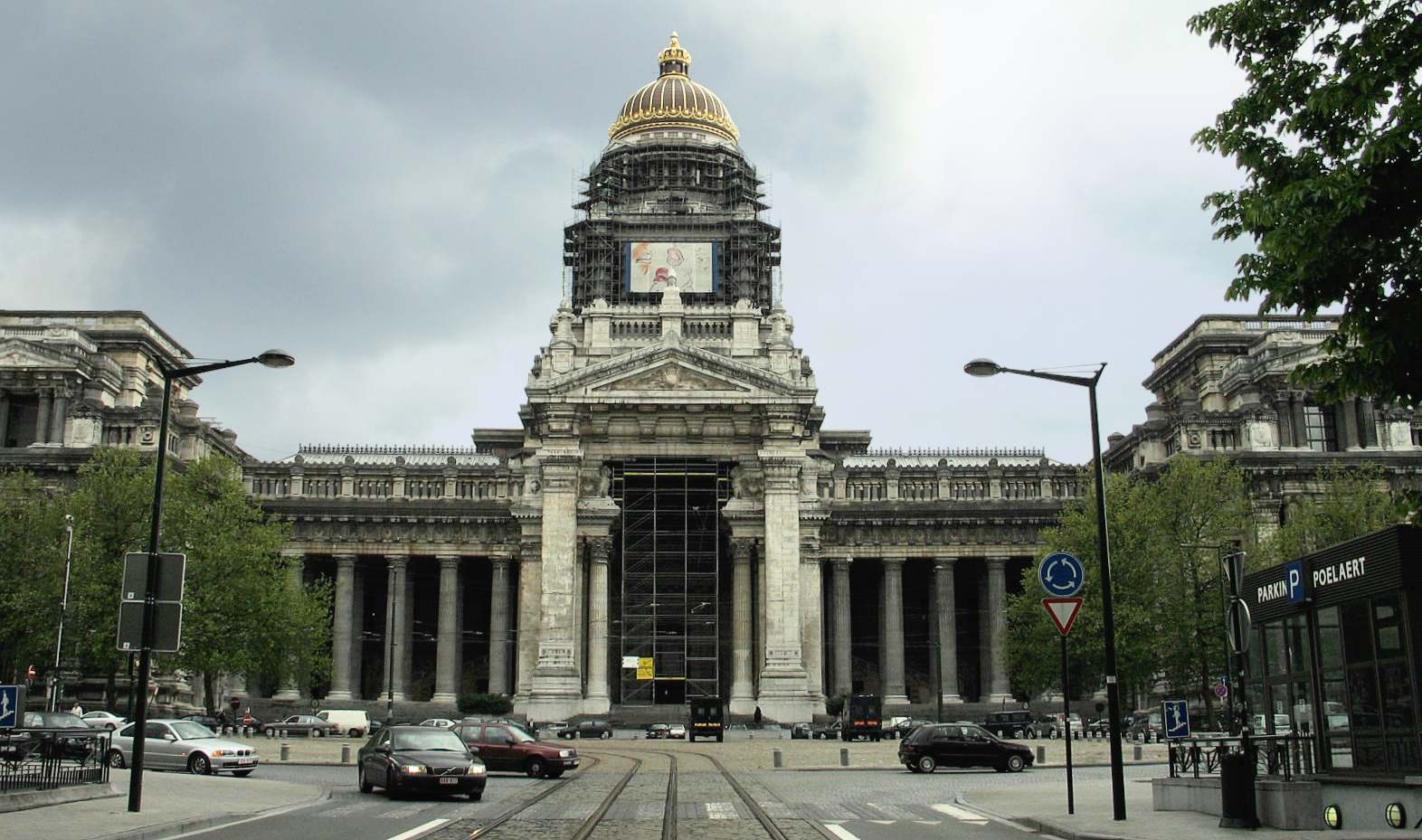
Брюссель. Дворец Юстиции

Жозе́ф (Йозеф) Пу́ларт (нидерл. Joseph Poelaert, фр. Joseph Poelaert; 21 марта 1817, Брюссель — 3 ноября 1879, Брюссель) — бельгийский архитектор.
Известнейшими сооружениями, возведёнными Пулартом, являются монументальный брюссельский Дворец Юстиции, который к моменту своего создания был высочайшим зданием бельгийской столицы; церковь Нотр-Дам-де-Лакен в брюссельском районе Лакен, ставшая также и королевской усыпальницей; колонна Конгресса, превышавшая подобную на Вандомской площади в Париже. Ж. Пуларту было поручено восстановление после пожара 1855 года Ла-Монне, брюссельского Оперного театра. Строил архитектор и различные правительственные здания.
Скончался психически больным в одном из брюссельских госпиталей. Похоронен на Лакенском кладбище.